# برزوو (شهرستان سولونشنسکی، سرزمین آلتای)
برزوو (به لاتین: Berezovo) یک منطقهٔ مسکونی در روسیه است که در سرزمین آلتای واقع شده‌است.